# 王珍 (成化進士)
王珍（1455年—？），字元聘，直隸和州人，民籍，明朝政治人物。

## 生平
應天府鄉試第九十五名舉人。成化二十三年（1487年）中式丁未科會試第四十二名，三甲第八十四名進士。弘治五年任浙江浦江县知县。

## 家族
曾祖王四；祖父王友才；父王敬，母倒氏。慈侍下。